# حلكة

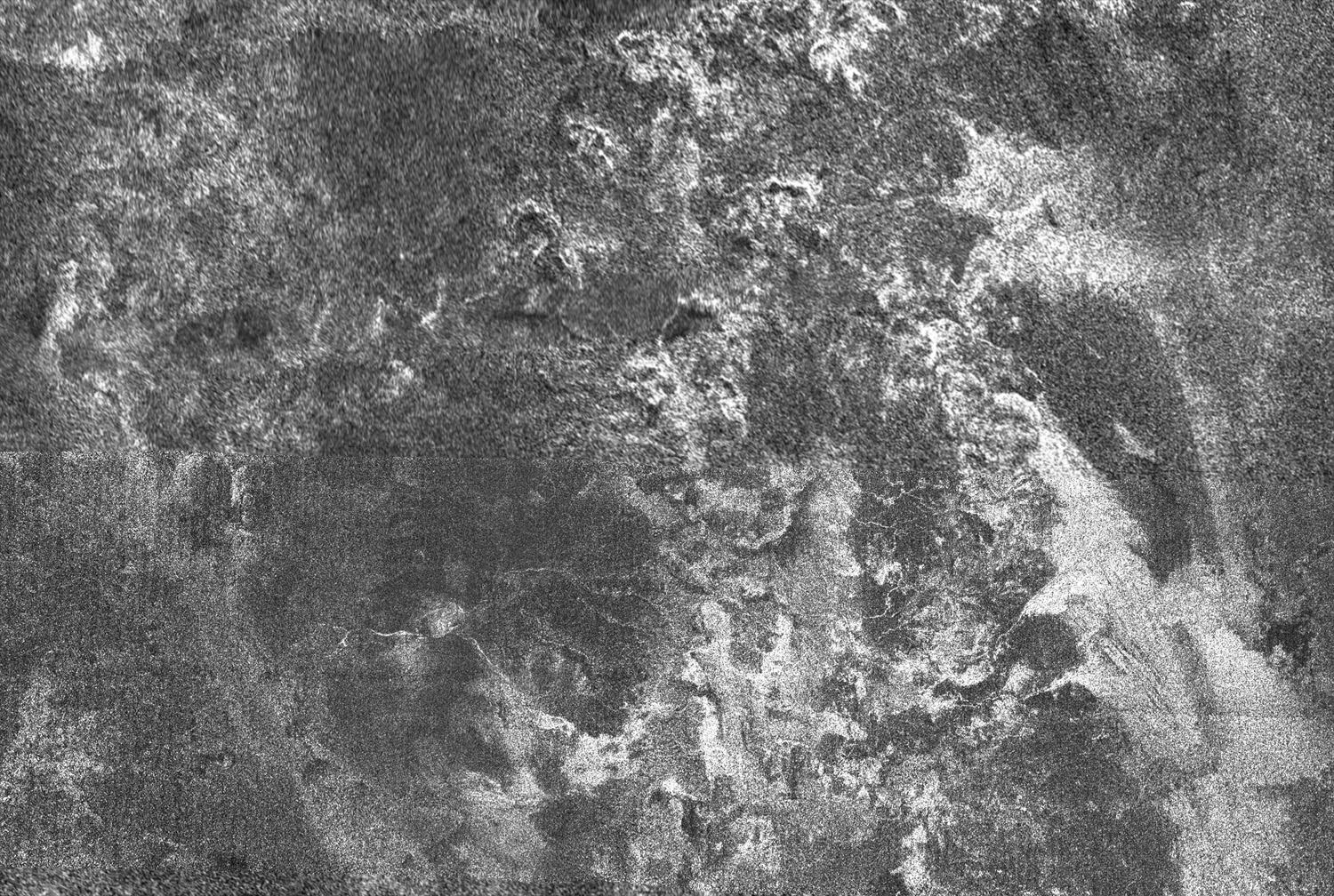
حُلكة غانيشا على تيتان هي البقعة الدائرية الكبيرة في أسفل يسار هذه الصورة التي يُعتقد أنها بركان جليدي.

الحُلْكَة (الجمع: حُلَك) (بالإنجليزية: Macula، جمعها Maculae) هو مفهوم يستخدم في اصطلاح الكواكب للإشارة إلى المناطق الداكنة دُكْنَةً غير عادية على سطح كوكب أو قمر. تُرَى على الأسطح الجليدية لبلوتو وقمر المشتري أوروبا وقمر زحل تيتان وقمر نبتون تريتون وقمر بلوتو شارون. اعتُمد هذا المصطلح لتسمية الكواكب عندما كشفت صور عالية الدقة لقمر أوروبا عن معالم سطح جديدة غير عادية.